# Milano Good Vibes
Milano Good Vibes è un singolo del cantautore italiano Mahmood pubblicato il 31 agosto 2018.

## Video musicale
Il videoclip, diretto da Attilio Cusani, è stato pubblicato il 4 settembre 2018 sul canale YouTube del cantante.